# Orthotylus flavosparsus
Orthotylus flavosparsus is een wants uit de familie van de blindwantsen (Miridae). De soort werd het eerst wetenschappelijk beschreven door Carl Reinhold Sahlberg in 1841.

## Uiterlijk
De bleekgroene wants is langwerpig ovaal gevormd. Het lichaam is bedekt met donkere haartjes en onregelmatige plukjes witte haartjes. De wants kan 3,5 tot 4 mm lang worden, is langvleugelig en het grijze doorzichtige deel van die vleugels heeft een groene cel. Van de gele antennes is het eerste antennesegment groen, net als de poten. Veel van de soorten uit het geslacht Orthotylus lijken op elkaar en vaak is de waardplant behulpzaam bij het bepalen van de soort.

## Leefwijze
De wants kan worden gevonden op soorten uit de amarantenfamilie zoals meldesoorten (Atriplex) en melganzenvoet (Chenopodium album). Er zijn twee overlappende generaties per jaar en de wantsen kunnen van mei tot oktober worden waargenomen. De eitjes worden op de waardplant afgezet en komen na de winter pas uit.

## Leefgebied
Van nature komt de soort voor in Europa, Azië en Noord-Afrika en is later geïntroduceerd in Noord- en Zuid-Amerika. In Nederland is de wants zeer algemeen in voedselrijke en zoute gebieden waar de waardplanten voorkomen.